# Anandrus
Genre
Synonymes
- Elucus Petrunkevitch, 1942

Anandrus est un  genre fossile d'araignées aranéomorphes de la famille des Synotaxidae.

## Distribution
Les espèces de ce genre ont été découvertes dans de l'ambre de la mer Baltique, en Russie et au Danemark. Elles datent du Paléogène.

## Liste des espèces
Selon World Spider Catalog (version 20.5, 2020) :
- † Anandrus inermis (Petrunkevitch, 1942)
- † Anandrus infelix (Petrunkevitch, 1950)
- † Anandrus quaesitus (Petrunkevitch, 1958)
- † Anandrus redemptus (Petrunkevitch, 1958)

## Systématique et taxinomie
Ce genre a été décrit par Menge en 1856. Il est placé dans les Synotaxidae par Wunderlich en 2004.
Elucus a été placé en synonymie par Wunderlich en 1986.

## Publication originale
- Menge, 1856 : « Lebenszeichen vorweltlicher, im Bernstein eigeschlossener Thiere. » Programm der Petrischule zu Danzig, vol. 8, p. 1-32.